# Instituto Interuniversitario de Filología Valenciana
El Instituto Interuniversitario de Filología Valenciana (IIFV), se creó en el año 1987 como tal por un Decreto de la Generalidad Valenciana del año 1994. Lo integran la Universidad de Valencia, la Universidad de Alicante y la Universidad Jaime I, de Castellón de la Plana, es decir, las tres universidades valencianas con estudios superiores de filología.

## Objetivos

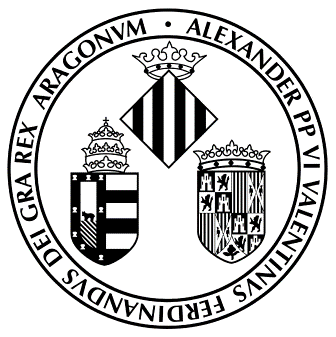
Escudo de la Universidad de Valencia.

- El estudio lingüístico y literario del valenciano dentro del marco general de la lengua y la literatura catalanas.
- Finalidades docentes e investigadoras.
- Asesoramiento en todos los ámbitos relacionados con el hecho lingüístico y literario valenciano.
- Independientemente de la autonomía de cada universidad, el IIFV será el único organismo que, en nombre de todas las universidades que lo integran, podrá asesorar y dictaminar en las materias filológicas de su competencia.

## Estructura interna
El IIFV consta de una Junta Directiva, de un Consejo General y de un Consejo Asesor, además de personal técnico y auxiliar y becarios. El Consejo General, integrado actualmente por 49 especialistas en filología valenciana, elige de manera cuadrienal el director y es el encargado de llevar a término los objectivos científicos del IIFV. El Director gobierna con una Junta Directiva. Por otra parte, el Consejo Asesor, integrado por once especialistas de todo el mundo, tiene como misión asesorar al Consejo General en los aspectos científicos en que sea requerido. Actualmente, el director del IIFV es el catedrático de filología valenciana de la Universidad de Valencia, Ferran Carbó.